# Ercole Lamia
Ercole Lamia (Faenza, ... – 1591) è stato un vescovo cattolico italiano.

## Biografia
Nato a Faenza, nel 1577 fu nominato dalla Congregazione dei vescovi e regolari vicario apostolico della diocesi dell'Aquila, il cui nuovo vescovo, Juan de Acuña, aveva già superato gli ottant'anni; subito dopo la morte di questi, avvenuta nel luglio del 1578, Lamia fu nominato vescovo di Alessano da papa Gregorio XIII l'11 agosto. Mantenne l'incarico fino alla morte, avvenuta nel 1591.